# Tchamba
 (avril 2021).
Si vous disposez d'ouvrages ou d'articles de référence ou si vous connaissez des sites web de qualité traitant du thème abordé ici, merci de compléter l'article en donnant les références utiles à sa vérifiabilité et en les liant à la section « Notes et références ».
Tchamba est une petite ville du Togo avec environ 7 000 habitants en 2004.

## Géographie
Tchamba est une située à 35 km à l'est de Sokodé, dans la Région centrale (Togo).

## Vie économique
- Marché traditionnel les dimanches
- Agriculture
- Transport

## Lieux publics
- École secondaire
- CEG Tchamba-Ville I
- CEG Tchamba-Ville II
- Complexe Scolaire JIF N'dobiti
- École Jean-Jacques Rousseau
- Institut Abou Baba
- Établissement Ibrahim
- Isat
- Lycée moderne de Tchamba